# Vĩnh Yên
Vĩnh Yên wymowaⓘ – miasto w północnym Wietnamie, stolica prowincji Vĩnh Phúc. W 2008 roku ludność miasta wynosiła 18 164 mieszkańców.